# Leptostylopsis luteus
Leptostylopsis luteus là một loài bọ cánh cứng trong họ Cerambycidae.